# 6953 Davepierce
6953 Davepierce eller 1986 PC1 är en asteroid i huvudbältet som upptäcktes 1 augusti 1986 av den amerikanske astronomen Eleanor F. Helin vid Palomar-observatoriet. Den är uppkallad efter den amerikanske astronomen David A. Pierce.
Asteroiden har en diameter på ungefär 16 kilometer och den tillhör asteroidgruppen Themis.